# Nowy Dwór (gmina)
Pour les articles homonymes, voir Nowy Dwór.
La gmina de Nowy Dwór est une commune rurale polonaise de la voïvodie de Podlachie et du powiat de Sokółka. Elle s'étend sur 120,88 km2 et comptait 2.927 habitants en 2006. Son siège est le village de Nowy Dwór qui se situe à environ 27 kilomètres au nord de Sokółka et à 63 kilomètres au nord-est de Bialystok.

## Villages
La gmina de Nowy Dwór comprend les villages et localités de Bieniowce, Bieniowce-Kolonia, Bobra Wielka, Butrymowce, Chilmony, Chorużowce, Chwojnowszczyzna, Chworościany, Dubaśno, Grzebienie-Kolonia, Jaginty, Koniuszki, Kudrawka, Leśnica, Nowy Dwór, Plebanowce, Ponarlica, Rogacze-Kolonia, Sieruciowce, Synkowce et Talki.

## Gminy voisines
La gmina de Nowy Dwór est voisine des gminy de Dąbrowa Białostocka, Kuźnica, Lipsk et Sidra. Elle est aussi voisine de la Biélorussie.